# The Cross of Changes
A The Cross of Changes az Enigma második stúdióalbuma. 1993-ban jelent meg, az MCMXC a.D. folytatásaként. 1994. november 21-én újra kiadták, 24 karátos aranylemezen, 3 újrakevert dallal.
A Virgin Records adatai szerint 1996-ban világszerte kb. 8 millió, azóta kb. 10-12 millió példány kelt el az albumból.
Az album legismertebb dala a Return to Innocence lett, amely megjelent kislemezen illetve számtalan film betétdalaként is. Az új anyagot a jóval rockosabb hangzás jellemezte, az első album gregorián dallamait is felváltották a különféle törzsi zenei betétek. A Return to Innocence-ben hallható ősi tajvani dallamot sokszor tévesen indián kántálásként definiálják.
1998. november 2-án újra megjelent, a Trilogy háromlemezes album részeként, az MCMXC a.D. (1990) és a Le roi est mort, vive le roi! (1996) című albumokkal együtt.

## Számlista
| #                       | Cím                                         | Szerzők                           | Hossz |
| ----------------------- | ------------------------------------------- | --------------------------------- | ----- |
| 1.                      | Second Chapter                              | Curly M.C.                        | 2:16  |
| 2.                      | The Eyes of Truth                           | Curly                             | 7:13  |
| 3.                      | Return to Innocence                         | Curly, Kuo Ying-nan, Kuo Hsiu-chu | 4:17  |
| 4.                      | I Love You… I’ll Kill You                   | Curly, David Fairstein            | 8:51  |
| 5.                      | Silent Warrior                              | Curly                             | 6:10  |
| 6.                      | The Dream of the Dolphin                    | Fairstein                         | 2:47  |
| 7.                      | Age of Loneliness (Carly’s Song)            | Curly                             | 5:22  |
| 8.                      | Out from the Deep                           | Curly                             | 4:53  |
| 9.                      | The Cross of Changes                        | Curly                             | 2:23  |
| Korlátozott példányszám |                                             |                                   |       |
| 10.                     | Return to Innocence (Long & Alive Version)  | Curly                             | 7:07  |
| 11.                     | Age of Loneliness (Enigmatic Club Mix)      | Curly                             | 6:23  |
| 12.                     | The Eyes of Truth (The Götterdämmerung Mix) | Curly                             | 7:18  |

## A zenei részletek listája
- I Love You, I’ll Kill You: zenei részleteit egy Robert Plant által szerzett Led Zeppelin-dal, a The Battle of Evermore ihlette, persze Michael Cretu jelentősen átdolgozta. Ugyanebben a dalban szerepelnek dobütemek a Genesis Fading Lightsjából és harmonikadallamok a Black Sabbath The Wizardjából.
- Return to Innocence: szerepelnek benne John Bonham dobütemei a When the Levee Breaksból. A fő téma Difang Duana: Elders Drinking Song című dal köré épül.
- The Eyes of Truth: szerepelnek benne részletek Anne Dudley és Jaz Coleman A Survivor’s Tale-jéből és a U2 Ultraviolet (Light My Way) című dalából, Peter Gabriel dobütemei a Kiss That Frogból, valamint a NASA-beszéd, melyet Vangelis is használt a Mare Tranquilitasban.

## Kislemezek
- Return to Innocence (Virgin Schallplatten GmbH, 1993)
- Age of Loneliness (Virgin Records, 1994)
- The Eyes of Truth (Virgin Records, 1994)
- Out from the Deep (Virgin Records, 1994)

## Közreműködők
- Andreas Harde (Angel X néven) – ének
- Michael Cretu (Curly M.C. néven) – ének, hangok, hangmérnök, producer
- Sandra Cretu – ének
- Peter Cornelius – gitár
- Jens Gad – gitár
- Louisa Stanley – ének, hangok

## Helyezések, minősítések
| Ország             | Helyezés | Minősítések | Eladott példányszám |
| ------------------ | -------- | ----------- | ------------------- |
| Ausztrália         | ?        | 2× platina  | 140 000             |
| Dél-Korea          | ?        | 2× platina  | 200 000             |
| Egyesült Királyság | 1        | 2× platina  | 600 000             |
| Franciaország      | ?        | 2× platina  | 600 000             |
| Japán              | ?        | Platina     | 250 000             |
| Kanada             | ?        | 2× platina  | 200 000             |
| Németország        | 5        | Platina     | 500 000             |
| Norvégia           | 5        | Platina     | 30 000              |
| Spanyolország      | ?        | 2× platina  | 200 000             |
| Tajvan             | ?        | 2× platina  | 100 000             |
| USA                | 9        | 2× platina  | 2 800 000           |
| Világszerte        |          |             | 12 000 000          |

## Külső hivatkozások
- Short article about the album[halott link]
- Details of its release in different countries
- Dalszövegek